# Yarımca, Kovancılar
Yarımca là một thị trấn thuộc huyện Kovancılar, tỉnh Elâzığ, Thổ Nhĩ Kỳ. Dân số thời điểm năm 2011 là 1.792 người.